# David West
David Moorer West (Teaneck, New Jersey, 29. kolovoza 1980.) američki je profesionalni košarkaš. Igra na poziciji krilnog centra, a trenutačno je član NBA momčadi Indiana Pacersa. Izabran je u 1. krugu (18. ukupno) NBA drafta 2003. godine od New Orleans Hornetsa. Dva puta je izabran na NBA All-Star utakmicu (2008., 2009.). 

## Životopis

### Rani život
| "Mrzio sam to. Ali znate što, to je bilo sjajno za mene. Trebao sam to, ne samo zbog ocjena."— -West o pohađanju vojne škole. |

David West rođen je 29. kolovoza 1980. u Teanecku, gradu u saveznoj državu New Jersey. West je najprije igrao košarku za srednju školu Teaneck u New Jerseyju, a prije trećeg razreda srednje škole njegova obitelj preselila se u saveznu državu Sjeverna Karolina, gdje je David pohađao srednju školu Garner. Tada je htio odustati od košarke, ali košarkaški trener Eddie Gray odgovorio ga je od toga. Dvije godine kasnije za 2,01 m visokog i mršavog Westa sveučilišta nisu pokazivala preveliko zanimanje, a imao je i probleme s ocjenama. Zato je West u dogovoru s rodzeljima i trenerom Grayom pametno odlučio te je pohađao još jednu dodatnu godinu na vojnoj akademiji Hargrave u Chathmanu u saveznoj državi Virginia. Tamo je naučio pravo značenje riječi disciplina. Ustajanje u šest ujutro, predavanja ujutro i popodne te košarkaški treninzi bili su njegova svakodnevnica.
David je ojačao i narastao do 2,03 m, a zbog sjajnih igara i sveučilišta su počela zanimati se za njega. Sveučilišta Marshall i Virginia bila su zainteresirana, ali David je odabrao sveučilište Xavier.

### Xavier
Na sveučilištu Xavier zadržao se sve četiri godine. Na četvrtoj godini prosječno je postizao 20.1 poen i 11.8 skokova te je proglašen sveučilišnim igračem godine. Ukupno je na sveučilištu u 126 utakmica imao prosjek od 16.9 poena 10.4 skokova, uz 53.1% šuta iz igre. West je postao tek drugim igračem u povijesti sveučilišta Xavier koji je imao više od 2000 poena i 1000 skokova, a prvi kojemu je to uspjelo bio je Tyrone Hill.

### NBA
West je izabran kao 18. izbor NBA drafta 2003. godine od New Orleans Hornetsa i ta je generacija jedna od ponajboljih. West je nakon LeBrona Jamesa, Carmela Anthonyja, Chrisa Bosha i Dwyanea Wadea najbolji igrač iz te generacije. U prve dvije sezone strpljivo je čekao priliku na klupi Hornetsa, bio je zamjena veteranu P.J. Brownu od kojeg je mnoštvo toga naučio. U trećoj sezoni West je napokon pokazao što zna, odigrao je sjajnu sezonu (17.1 poena i 7.4 skokova), a bio je drugi u glasovanju za igrača koji je najviše napredovao. Nakon treće sezone potpisao je novi petogodišnji ugovor s Hornetsima vrijedan 45 milijuna $.
Upravo je u Westovoj trećoj sezoni u Hornetse stigao sjajni razigravač Chris Paul i baš je u toj sezoni trener Hornetsa Byron Scott dao pravu priliku Westu te ga stavio u startnu petorku. Paul i West pokazali su se kao odličan tandem Hornetsa i obojica su izabrana na NBA All-Star utakmicu 2008. godine. Hornetsi su bili jedni od najugodnijih iznenađenja sezone. Oni su, predvođeni trenerom godine Byronom Scottom, ostvarili drugi najbolji omjer u jakoj Zapadnoj konferenciji (56-26). Njima je to bio najbolji omjer u 20-godišnjoj povijesti kluba, a po prvi puta u povijesti kluba osvojili su i divizijski naslov. Bili su prvi u diviziji Southwest, najjačoj u ligi. West je u prosjeku postizao 20.6 poena i 8.9 skokova, a to su mu najviši prosjevi u karijeri. 
U sezonama 2005./06. i 2006./07., West je bio najbolji strijelac Hornetsa, 2007./08. bio je drugi strijelac Hornetsa iza Chrisa Paula, a bio je i vodeći bloker Hornetsa s 1.3 blokade po utakmici. Najimpresivniju utakmicu sezone 2007./08. odigrao je u drugom krugu doigravanja u petoj utakmici polufinala Zapada protiv San Antonio Spursa, a još je igrao s ozljedom leđa: postigao je 38 poena uz šut iz igre 16/25. Imao je i 14 skokova, 5 asistencija, 5 blokada i 2. ukradene lopte. Hornetsi su uvjerljivo dobili Spurse 101:79. Ali Hornetski su na kraju ispali u doigravanju upravo od Spursa u sedam utakmica (4-3). Iste sezone su po prvi puta nakon 2000. dobili seriju u doigravanju, pobijedivši u 1. krugu Dallas Maverickse. Sljedeće sezone West je ponovo izabran na NBA All-Star utakmicu i ovaj put je postizao najviših 21.0 poena po utakmici.

## Nagrade i postignuća
- NBA All-Star: 2008., 2009.
- 3× Igrač godine u Atlantic 10 konferenciji

## NBA statistika

#### Regularni dio
| Godina    | Klub                      | Odig. uta. | Uta. poč. | Min. | 2P%  | 3P%  | Sl. bac.% | Skok. | Asist. | Ukr. lop. | Blok. | Poena |
| --------- | ------------------------- | ---------- | --------- | ---- | ---- | ---- | --------- | ----- | ------ | --------- | ----- | ----- |
| 2003./04. | New Orleans               | 71         | 1         | 13.1 | .474 | .000 | .713      | 4.2   | .8     | .4        | .4    | 3.8   |
| 2004./05. | New Orleans               | 30         | 8         | 18.4 | .436 | .400 | .680      | 4.3   | .8     | .4        | .5    | 6.2   |
| 2005./06. | New Orleans/Oklahoma City | 74         | 74        | 34.1 | .512 | .273 | .843      | 7.4   | 1.2    | .8        | .9    | 17.1  |
| 2006./07. | New Orleans/Oklahoma City | 52         | 52        | 36.5 | .476 | .320 | .824      | 8.2   | 2.2    | .8        | .7    | 18.3  |
| 2007./08. | New Orleans               | 76         | 76        | 37.8 | .482 | .240 | .850      | 8.9   | 2.3    | .8        | 1.3   | 20.6  |
| 2008./09. | New Orleans               | 76         | 76        | 39.2 | .472 | .240 | .884      | 8.5   | 2.3    | .6        | .9    | 21.0  |
| Ukupno    |                           | 379        | 287       | 31.0 | .483 | .269 | .841      | 7.2   | 1.7    | .7        | .8    | 15.4  |
| All-Star  |                           | 2          | 0         | 15.0 | .545 | .000 | .000      | 3.5   | .5     | .5        | .0    | 6.0   |

#### Doigravanje
| Godina    | Klub        | Odig. uta. | Uta. poč. | Min. | 2P%  | 3P%  | Sl. bac.% | Skok. | Asist. | Ukr. lop. | Blok. | Poena |
| --------- | ----------- | ---------- | --------- | ---- | ---- | ---- | --------- | ----- | ------ | --------- | ----- | ----- |
| 2003./04. | New Orleans | 7          | 0         | 15.9 | .536 | .000 | .846      | 4.3   | 1.1    | .3        | .6    | 5.9   |
| 2007./08. | New Orleans | 12         | 12        | 40.4 | .466 | .500 | .891      | 8.5   | 2.8    | 1.1       | 1.9   | 21.2  |
| 2008./09. | New Orleans | 5          | 5         | 35.6 | .400 | .000 | .897      | 7.4   | 1.2    | 1.0       | .4    | 18.0  |
| Ukupno    |             | 24         | 17        | 32.3 | .456 | .500 | .887      | 7.0   | 2.0    | .8        | 1.2   | 16.0  |

## Vanjske poveznice
- Profil na NBA.com
- Profil na ESPN.com
- Profil na Hoopshype.com